# Lysec (Wielka Fatra)
Lysec (1381 m) – szczyt w grupie górskiej Wielkiej Fatry w Karpatach Zachodnich na Słowacji. Wznosi się w bocznym grzbiecie, odchodzącym w kierunku północno-zachodnim od Malego Lysca (Malý Lysec) w zachodnim, tzw. "turczańskim" ramieniu Wielkiej Fatry.

## Opis szczytu
Nazwa szczytu "Łysiec" (bo tak ją należy tłumaczyć na język polski) oddaje dobrze charakter tej góry, której dość kształtna i zupełnie wylesiona piramida stanowi charakterystyczną dominantę tej części Wielkiej Fatry. Łysiec jest najwyższym i w zasadzie jedynym wybitnym szczytem w północno-zachodnim grzbiecie Małego Łyśca. Grzbiet ten oddziela Belianską dolinę (Belianska dolina) od Jasenskiej doliny (Jasenská dolina). Lysec jest zwornikiem; w północno-zachodnim kierunku odbiega od niego boczny grzbiet Grúň oddzielający dwie górne gałęzie Jasenskiej doliny: Hornojasenską dolinę (Hornojasenská dolina) od bocznej, bezimiennej dolinki dolinki.
Masyw Łyśca jest w większości porośnięty bukowym lub świerkowym lasem, ale na jego południowych, opadających do Belianskiej doliny zboczach jest wiele trawiastych obszarów, będących dawnymi halami pasterskimi. Również sam wierzchołek jest trawiasty. Przez Łysiec biegnie granica Parku Narodowego Mała Fatra. Należą do niego południowe zbocza Łyśca. Ochroną objęto również górną część zboczy północno-wschodnich, opadających do Hornojasenskéj doliny. Utworzono na nich rezerwat przyrody Lysec.

## Turystyka
Ze względu na dogodne położenie na obrzeżu Wielkiej Fatry, dobry dojazd (praktycznie do samych podnóży) i bazę wypadową w centrum narciarskim Jasenská dolina, Łysiec jest dość często odwiedzany przez turystów. Sporą atrakcją jest panorama z jego szczytu. Obejmuje ona prawie całą Wielką Fatrę: nie tylko ramię "turczańskie" i cały odcinek głównego grzbietu Halnej Fatry na południu, ale również większość szczytów ramienia liptowskiego, jak Rakytov, Skalną Alpę, Smrekovicę, Šiprúň, Czarny Kamień i inne. Z wierzchołka widoczne są także sąsiednie grupy górskie: Niżne Tatry, Góry Choczańskie i Mała Fatra, a z grzbietu opadającego ku zachodowi – większa część Kotliny Turczańskiej.

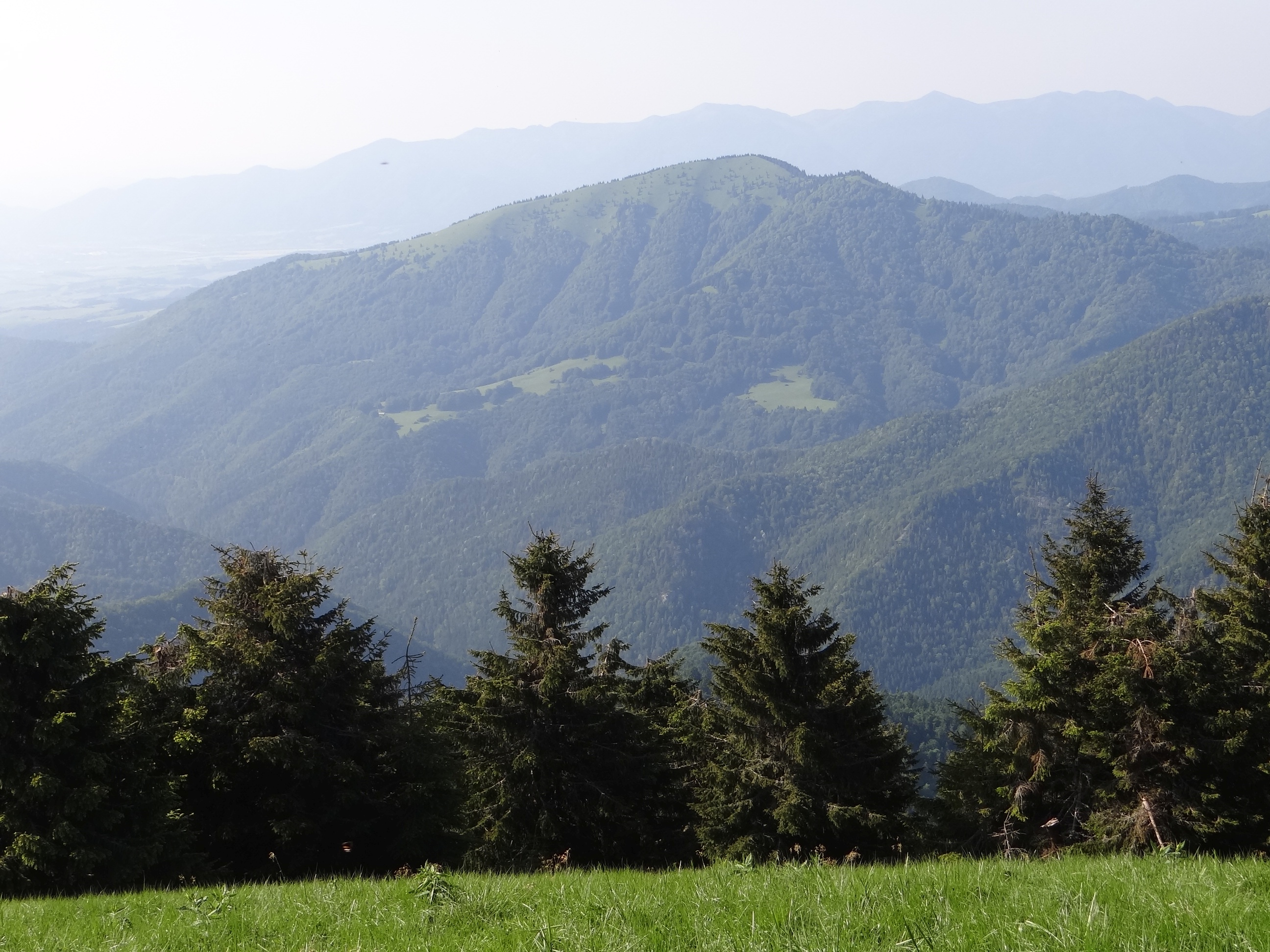
Widok z Borišova
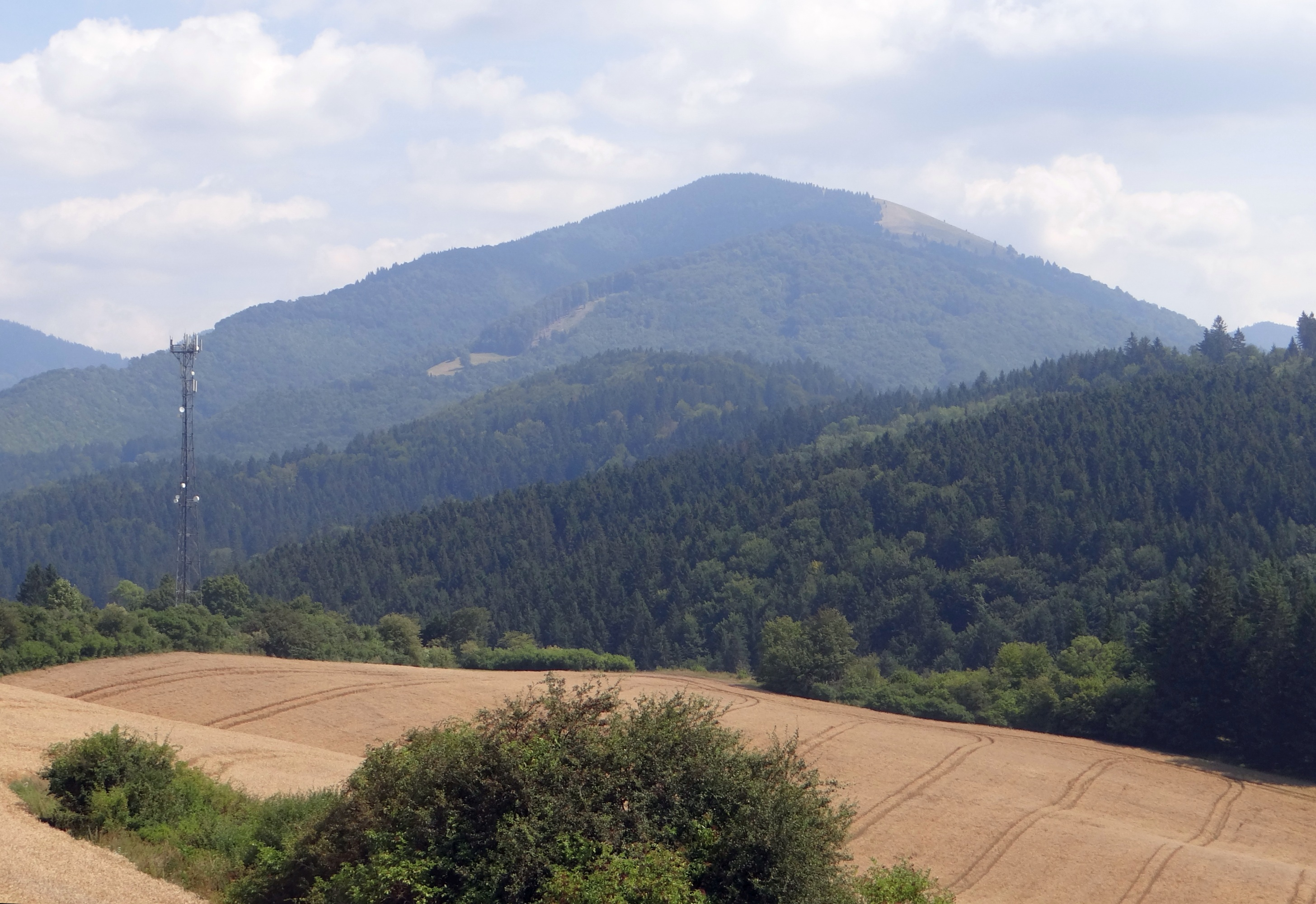
Widok na Łysiec i Medzijarky z wieży widokowej Na Třní
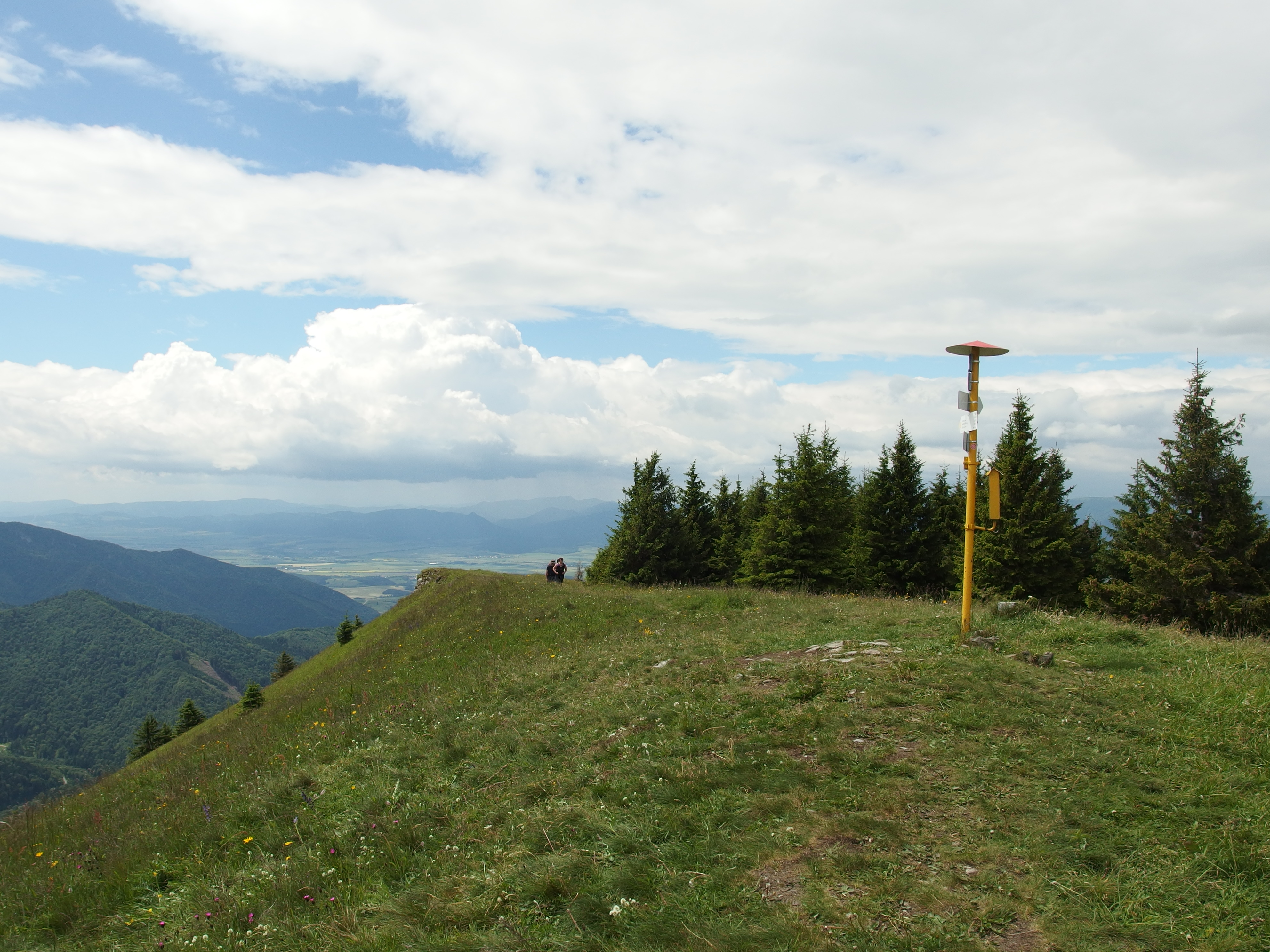
Szczyt Łyśca
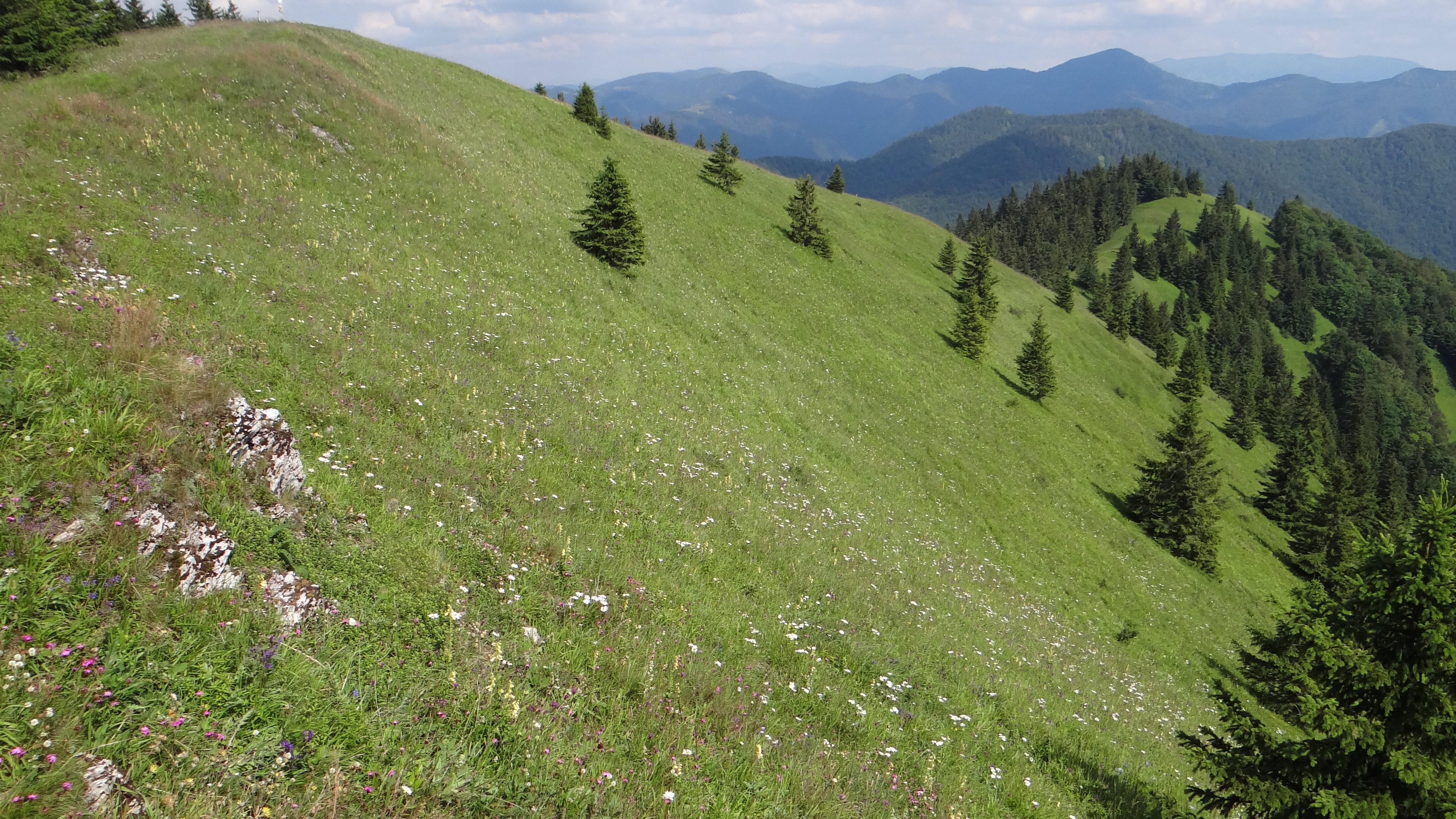
Hala na Łyścu
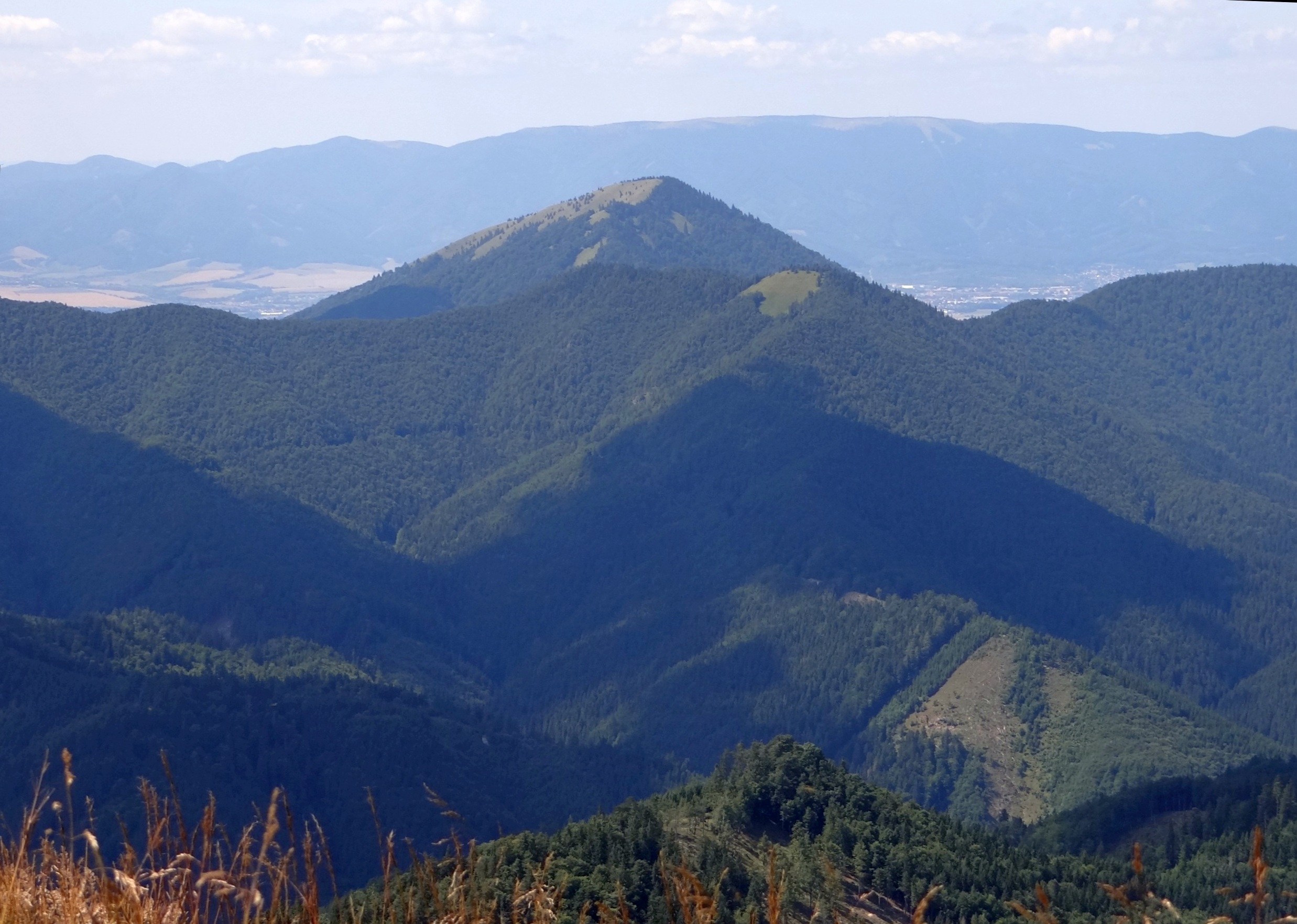
Widok na Łysiec i Malý Lysec z Rakytova
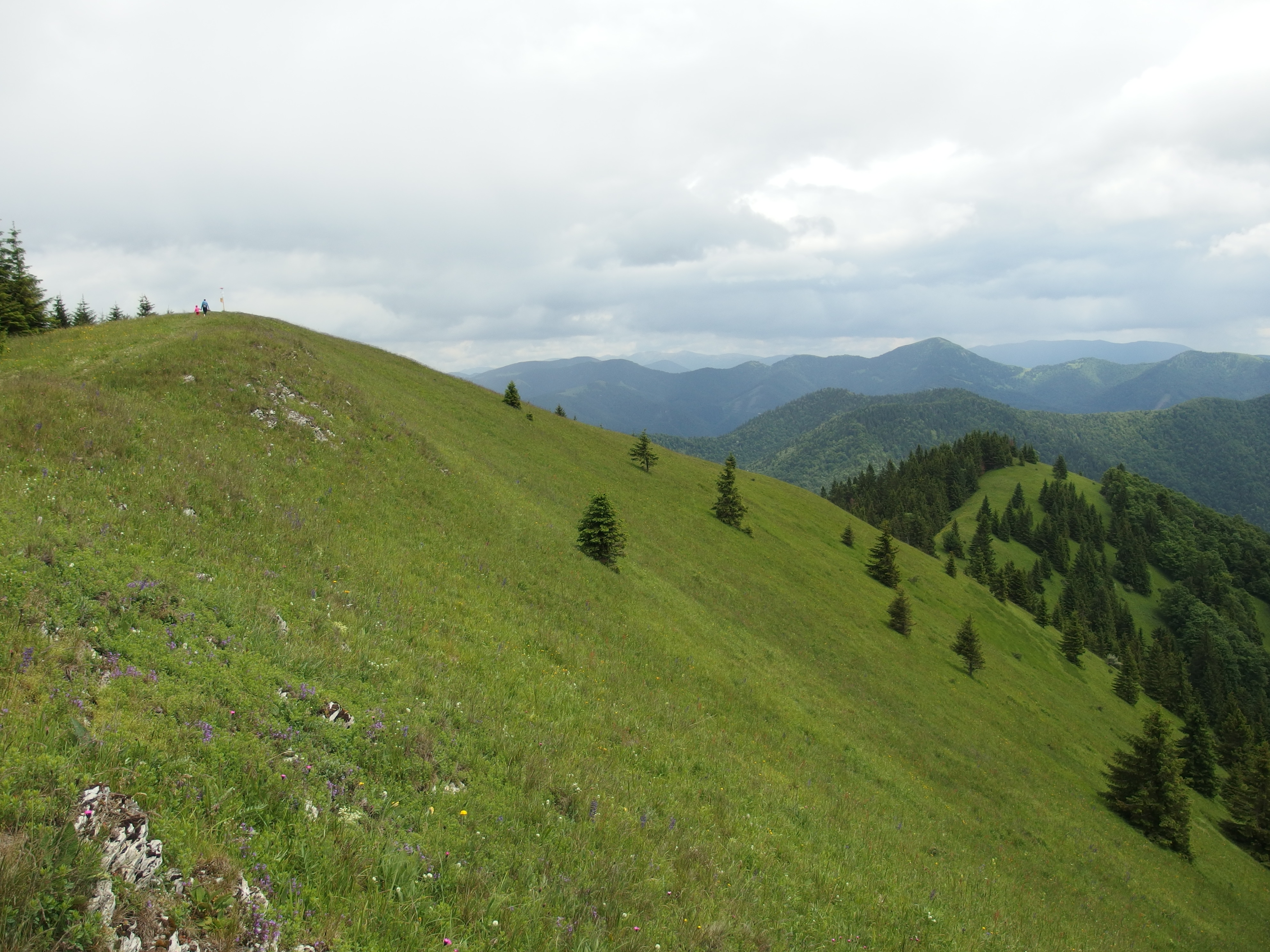
Hala na Łyścu
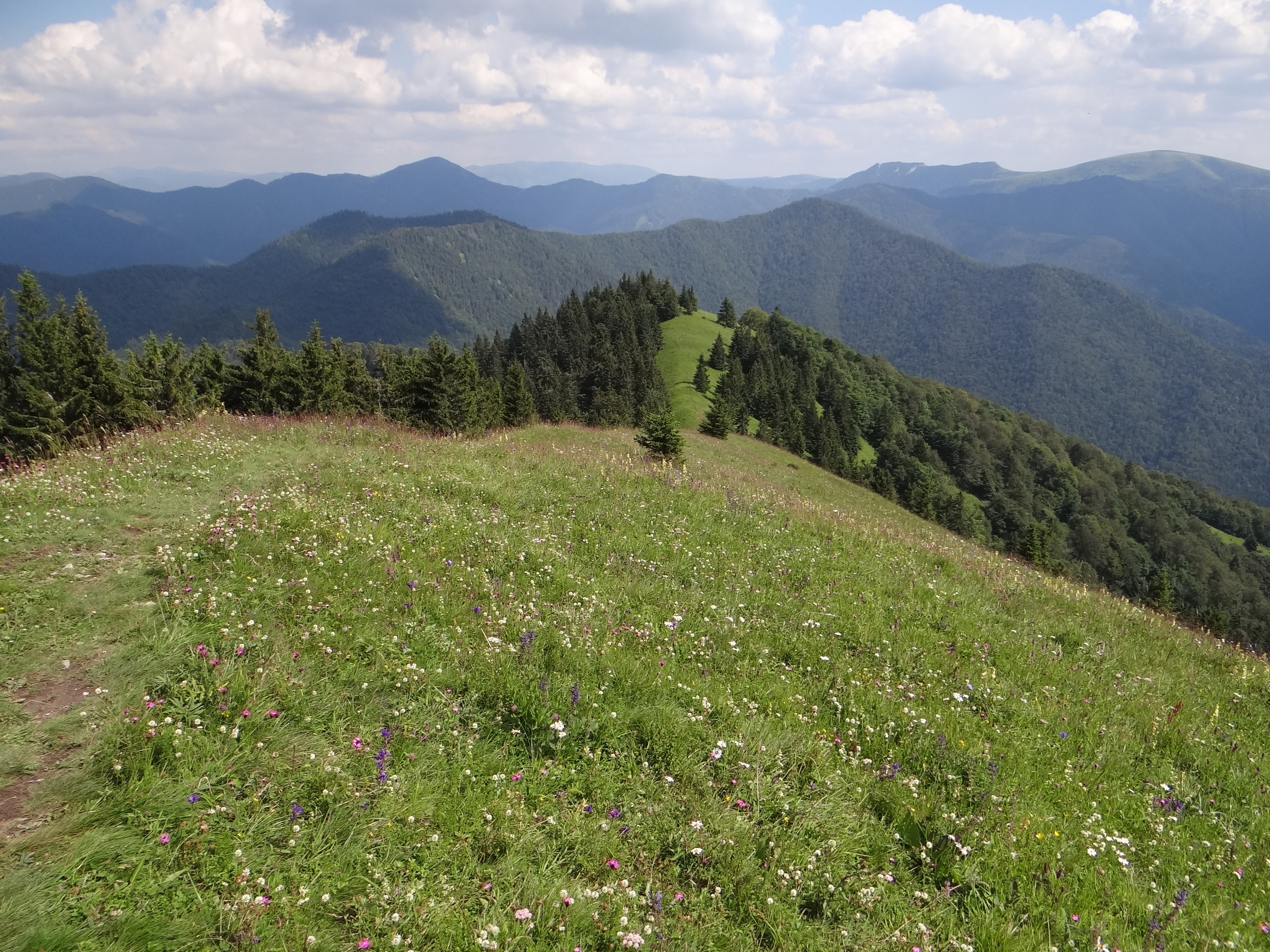
Hala na Łyścu
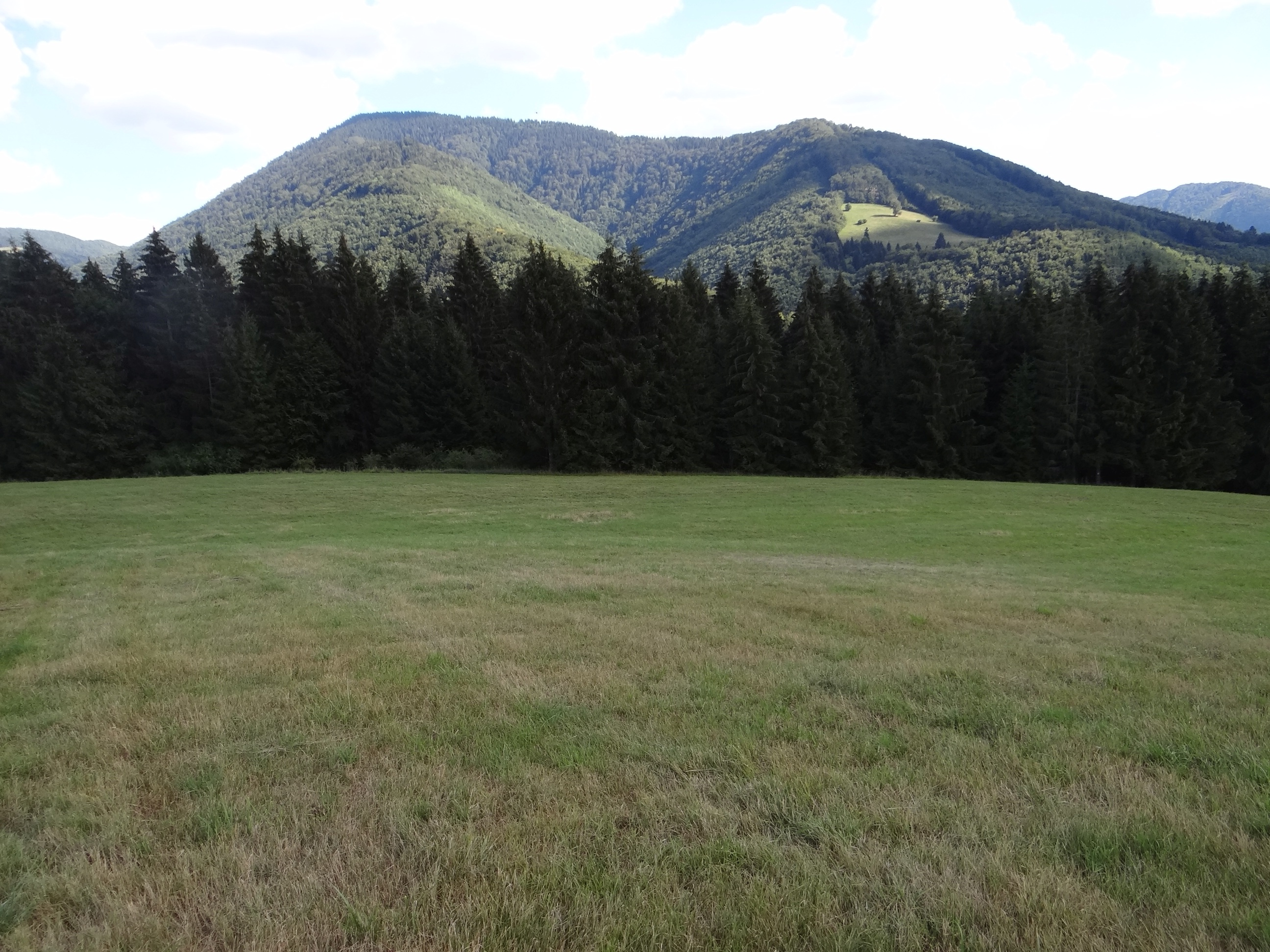
Widok na Lysec znad przełęczy Mažiarky

## Szlaki turystyczne
Na Łysiec prowadzą dwa szlaki turystyczne; niebieski z miejscowości Belá-Dulice przez Jasenską dolinę i zielony (potem żółty) przez Medzijarky. Spotykają się na szczycie Łyśca. Niebieski szlak z Łyśca prowadzi dalej na Malý Lysec:

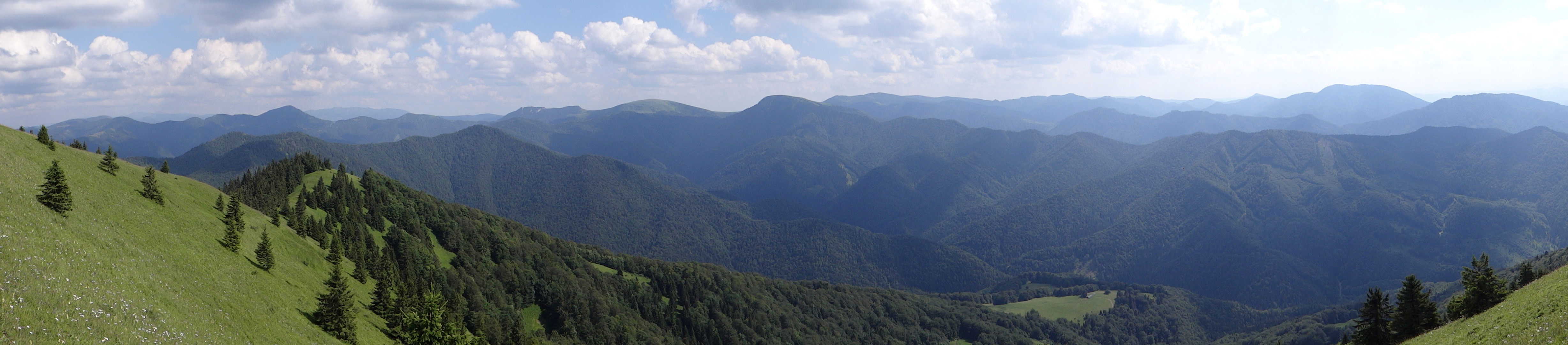
Panprama widokowa z Lysca

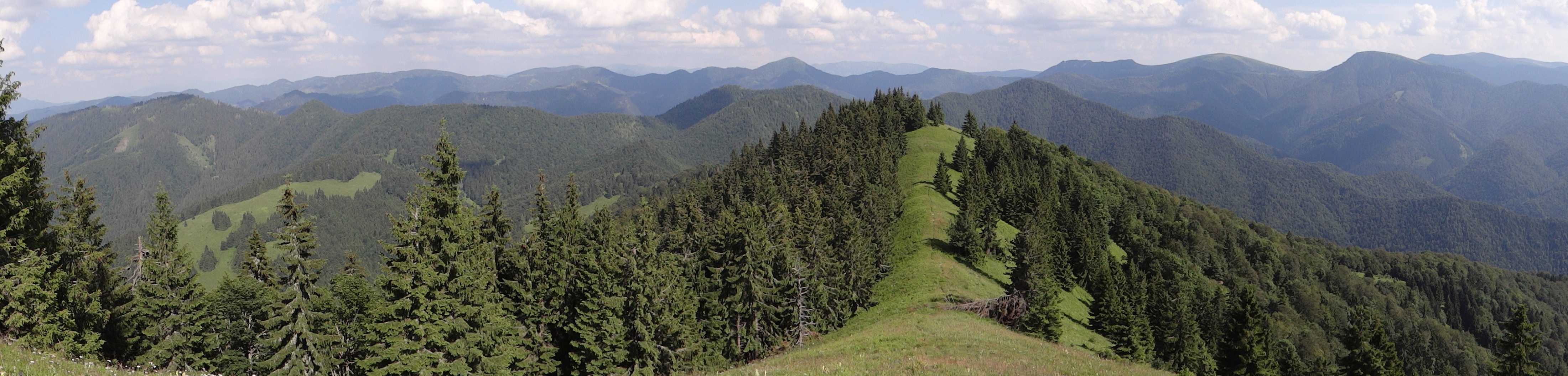
Panprama widokowa z Lysca

  chata Lysec – Grúň – Lysec. Odległość 3,9 km, suma podejść 796 m, czas przejścia 2:15 h, z powrotem 1:35 h
  Łysiec – Malý Lysec, rázc. Odległość 3,2 km, suma podejść 220 m, suma zejść 320 m, czas przejścia 1:20 h (z powrotem 1:25 h)
  Belá-Dulice – Slavková dol., ustie –   Medzijarky – Łysiec. Odległość 8,5 km, suma podejść 943 m, czas przejścia 3:20 h (z powrotem 2:40 h)